# 美德傳奇
《圣恩传说》是萬代南夢宮遊戲（現万代南梦宫娱乐）在2009年12月10日於Wii上推出的動作角色扮演遊戲，也是傳奇系列第12款本傳作品。之后以《圣恩传说f》之名移植到PlayStation 3平台，於2010年12月2日在日本发售。复刻版《美德傳奇f Remastered》于2025年1月16日发售，由東星軟件擔任開發，登陆任天堂Switch、PlayStation 4、PlayStation 5、Xbox One、Xbox Series X/S和Windows，支援繁體中文和簡體中文。
內容描述主角阿斯貝爾追求強大力量以保護所愛的故事，故作品性質被官方定義為“見識守護之力有多強的RPG”（守る強さを知るRPG）。開頭曲為由韓國歌手寶兒所演唱的日文歌曲《想要守護你～White Wishes～》（まもりたい ～White Wishes～）。

## 登場人物

### 主要角色
艾斯貝爾‧蘭特（Asbel Lhant，聲優：櫻井孝宏（幼年時：甲斐田幸））
本作的男主角，為蘭特領主亞斯頓的兒子。
幼年時相當的調皮好動，和弟弟修伯特一同前往蘭特裏山的花田冒險時遇見了蘇菲，之後與她一起探索這世界。
曾經感化認為人們皆為偽善者的王子理查德，並與其成為摯友，與蘇菲三人一同在大樹上刻上友誼的證明。
之後和理查德約定在王城巴洛尼亞相見，卻意外遇見拉姆達，同時蘇菲為保護艾斯貝爾眾人而喪命。
經歷此事後人格有大幅度的成長，前往巴洛尼亞學習並成為騎士。
因為其不告而別一度造成弟弟修伯特和青梅竹馬雪莉亞的誤解，而後言歸於好。
其後再度遇到蘇菲，但其已經完全喪失記憶。並在遏止暴動的理查德後使其恢復記憶。之後便展開尋找蘇菲的身世之謎，以及阻止理查德襲擊各地的大輝石之旅。
個性和善並善於分析，但是遇到攸關身邊的人的事情時便會較為衝動莽撞。非常的重感情但對於愛情相當遲鈍。
戰鬥時以體術為主的A技和劍術為主的B技並行。
對於身世坎坷的拉姆達抱有同情，並願意接納他，希望他能體會世界上不只有痛苦而也擁有許多美好的事情。
在故事結尾隱諱的向雪莉亞求婚。
幼年期使用的古老之劍其實乃父親持有的聖劍艾克斯凱利班(石中劍)，可以於附屬事件中取得。
蘇菲（Sophie，聲優：花澤香菜）
本作的女主角。天真而不懂世事，對這世上的一切是毫不知情，但勇於學習與嘗試。
本身乃消滅拉姆達而製造出來的生命體兵器，因此肉體歷經千年而不老不死，甚至可以進行修復及再構成等動作。由身體展開的粒子甚至帶有治癒作用。
幼年時為保護艾斯貝爾等人而喪命，並以重生之姿出現在眾人面前。
認為拉姆達是非消滅不可的存在，甚至可以犧牲性命在所不惜。但由於要消滅的對象拉姆達附身在身為朋友的理查德身上而對於討伐一事產生迷惘。
戰鬥方式有使用拳套的格鬥技和再生術。
口頭禪為保護。為了保護所重視的一切而持續奮鬥著。
修伯特‧奧茲維爾（Hubert Ozwell，聲優：水島大宙（幼年時：高橋美佳子））
艾斯貝爾的弟弟。同為蘭特領主之子。
幼年時非常的溫柔、有些懦弱，甚至會因為驚嚇過度而尿褲子。使用的武器是兩把樹枝。
在蘇菲喪命後被送到沙漠大城尤·利貝魯迪的勢力大家-奧茲維爾家當養子，有一名身為副官的義兄雷蒙(レイモン)。
長大後受到勢利主義的養父影響，成長為一名冷酷，不問感情且以成果為第一優先的少校，並對於哥哥艾斯貝爾抱持著又愛又恨的感情。
在蘭特遇到危機時率兵前來救援，而後知曉其養父實際上是想要趁勢佔領蘭特。
其後與哥哥言歸於好，以守護大輝石任務之身分一同加入眾人之中。並成為一名重視友誼與感情的傑出軍人。
對於來路不明的帕絲可以及教官抱持著強大的不信任感，認為不可輕易相信他人。
曾多次要求帕絲可及教官表明身分，並對其言辭充滿尖酸刻薄。但因為某次事件之後對其完全改觀，甚至多次有保護她的舉動出現。
攻擊方式為使用雙刃劍，A技的劍術以及B技的光束射擊。
其實為一漫畫強烈愛好者，甚至會達到忘我的境界。
雪莉亞‧邦茲（Cheria Barnes，聲優：河原木志穗）
艾斯貝爾和修伯特的青梅竹馬。在小時候就對艾斯貝爾抱有戀慕之心，曾經將來路不明的蘇菲當作情敵。但又因為蘇菲的天真可愛而把她當妹妹一般照顧。
被拉姆達襲擊之後，由於蘇菲的光子進入身體，使得原本非常虛弱的體質突然轉好，同時也獲得了治癒的能力。
對於7年未歸也無消息的艾斯貝爾由傷心轉為怒意，並在其回來之時冷漠以對。之後因為蘇菲的關係，兩人言歸於好。
對於艾斯貝爾抱持著非常曖昧的感情，但又時常為其遲鈍傷透腦筋。由於溫柔又善解人意而擁有很多的追求者，但她早已心有所屬。
充滿愛心、慈悲心且明曉世事，治癒的能力相當傑出，甚至被視為天使。
攻擊方式為飛刀為主的A技與治癒、光屬性攻擊技為主的B技。
身為隊伍之中的常識人，在skit中會發現她其實經常擔任吐槽的角色。
在故事結尾接受了艾斯貝爾的求婚。
理查德（Richard，聲優：浪川大輔（幼年時：三瓶由布子））
第一王位繼承人，真心盼望和平的世界，但由於父親被毒殺而對世界感到絕望，此時遇見抱有相同心情的拉姆達而與其產生共鳴，個性變得暴躁又極端。
幼年時不喜說話，因為父親被下毒害死，認為自己隨時都處於生命危險之中。認為人與人之間的一切都是偽善的，只是為了討好自己。但結識艾斯貝爾後，終於擁有真心的朋友。
但是，終究自己還是被想奪權的叔父下了毒，在快死之時[不想死]的呼喊引起拉姆達的共鳴，使其寄生其中並奇蹟生還。
長大後依然冷靜且誠穩，曾和艾斯貝爾等人一同推翻篡位的叔父。
但精神面被拉姆達浸食的他，終究還是步上了魔道。依此與眾人分道揚鏢，並計畫吸收全世界的煇素，進而與星之核融合。
心中一直渴望愛斯貝爾拯救他，但終究是沒有達成，因此在絕望之下和拉姆達的精神面達到幾乎完全的契合。
攻擊方式為劍術A技與煇術B技。
馬利克‧西薩斯（Malik Caesars，聲優：東地宏樹）
艾斯貝爾的教官，是一名沉穩且見識豐富的軍人。
由於位處騎士團，在王位爭奪戰時身為艾斯貝爾等人的敵人，在理查德復位後加入眾人行列。
年輕時出身於工業大國芬迪爾，並且加入革命組織誓言推翻腐敗的政府。但隨後失敗，也失去摯愛羅貝莉亞，自此變得有些消極。有一好友卡茲，兩人為了實現理想走向完全不同的道路。
最後藉由卡茲的死，喚醒自己的改革之魂，並誓言為摯友完成理想。
是一名值得令人敬重的人物，常常給予眾人許多意見。
使用投刃的A技以及煇術的B技。
非常擅長調酒。其傳奇是為了一名失戀女子調出傳說中的麻婆豆腐湯，並使其喝了之後瘋狂的迷戀上自己再瀟灑而去。
帕絲可（Pascal，聲優：植田佳奈）
以古代睿智民族安馬路齊雅族中的天才少女而名震八方的美少女，但本人對其毫無自覺。
因為實在太有才能而被從小照顧自己的摯愛姐姐傅立葉忌妒，帕絲可卻不曉得這事而惹傅立葉生氣，隨後感到沮喪，由於修伯特的鼓勵而振作起來。
喜歡探訪神秘的遺跡，興趣是吃香蕉和抱蘇菲，最討厭的事則是洗澡。
發明各式各樣奇怪的物品對她來說是小事一件。
使用杖術發射光束的A技與強力的煇術B技。
和煇素精靈有一種強大的契合能力，並和他們簽訂契約。
是隊伍中的開心果。

## 系統
風格切換 線性動作戰鬥系統（SS-LMBS）

## 發行

### 召回
初版的美德傳奇由于设计问题导致包括关键道具无法出现、对话无法进行、料理导致非战斗人员HP归0、特定BOSS战无法发生、装备数量显示异常和特定场景死机等BUG。NBGI展开光盘更换服务，所有购买了《圣恩传说》正版游戏光盘的玩家均可免费更换光盘。2009年NBGI出售损坏商品的减损处理损失达125亿日元。

### 主題曲
- 《まもりたい 〜White Wishes〜》，歌手：BoA

## 外部連結
- （日語）Wii版官方网站 （页面存档备份，存于）
- （日語）PS3版官方网站 （页面存档备份，存于）
- （日語）美德傳奇f Remastered官方網站 （页面存档备份，存于）